# Транспорт Харкова
Транспорт Харкова
Харків є одним з найбільших транспортних центрів в Україні. Місто пов'язане з численними містами світу повітряним, залізничним та автомобільним транспортом. Через місто проходить низка європейських транспортних коридорів: автошлях E40М03, E105
В Харкові є всі  види транспорту — залізниця, міжнародний аеропорт, маршрутний автотранспорт, тролейбуси, трамваї, метрополітен.